# Alysidium
Alysidium is een mosdiertjesgeslacht uit de  familie van de Alysidiidae en de orde Cheilostomatida.  De wetenschappelijke naam ervan werd in 1852 voor het eerst geldig gepubliceerd door Busk.

## Soorten
- Alysidium parasiticum Busk, 1852

Niet geaccepteerde soort:
- Alysidium inornata Goldstein, 1882 → Leiosalpinx inornata (Goldstein, 1882)